# Източна туя
Източните туи (Platycladus orientalis) са вид иглолистни от семейство Кипарисови (Cupressaceae).
Таксонът е описан за пръв път от португалския ботаник Жуау Мануел Антониу ду Амарал през 1949 година.

## Подвидове
- Platycladus orientalis subsp. chengii